# 本·托蘭斯
本·托蘭斯（英語：Ben Torrance，1994年7月18日—），蘇格蘭男子羽毛球運動員。

## 簡歷
本·托蘭斯在9歲因父母的關係而開始打羽毛球並在10歲時在艾爾郡學校參加比賽。
2016年10月，本·托蘭斯出戰保加利亞羽毛球國際賽男子單打項目，在決賽以0-2的成績（14-21、18-21）不敵保加利亞選手丹尼尔·尼科洛夫，屈居亞軍。

## 主要比賽成績
只列出曾進入準決賽的國際賽事成績：
| 年份   | 賽事                 | 公開賽級別 | 項目     | 成績 |
| ------ | -------------------- | ---------- | -------- | ---- |
| 2016年 | 保加利亞羽毛球國際賽 | 未來系列賽 | 男子單打 | 亞軍 |

| 2007-2017年 | 首要超級賽 | 超級賽 | 黃金大獎賽 | 大獎賽 | 國際挑戰賽 | 國際系列賽 | 未來系列賽 | 其他 |

| 2018-2026年 | 總決賽 | 超級1000賽 | 超級750賽 | 超級500賽 | 超級300賽 | 超級100賽 | 國際挑戰賽 | 國際系列賽 | 未來系列賽 | 其他 |